# Katalán ábécé
A katalán ábécé a katalán nyelv írására használt latin betűs ábécé. A latin ábécé mind a 26 betűjét használja:
A betűk nevei: a, be alta, ce, de, e, efa, ge, hac, i llatina, jota, ca/ka, ela, ema, ena, o, pe, cu/qu, erra, essa, te, u, ve baixa, ve doble, ics/xeix, i grega, zeta. Századokkal ezelőtt az ef, el, em, en, er, es, ex/xex, y grega, idzeta/itzeta formák voltak használatban a jelenlegi alakok helyett.
A valenciai nyelvjárásban a betűk nevei egy kissé eltérőek: a, be alta, ce, de, e, efe/ef, ge, hac, i llatina, jota, ca/ka, ele/el, eme/em, ene/en, o, pe, cu/qu, erre/er, esse/es, te, u, ve baixa, ve doble, ics/xeix, i grega, zeta
A k, w, y betűk csak idegen eredetű szavakban és nevekben fordulhatnak elő, valamint az y a ny betűkapcsolatban is szerepel. Érdekesség az x kettős elnevezése: ics-ként betűzik, ha a kiejtése [ks]/[gz], ha ejtése [ʃ], akkor xeix a neve.
Az ábécének nem részei – tehát a betűrendbe szervezést nem befolyásolják – a következő mellékjeles betűk: à, é, è, í, ó, ò, ú; ï, ü; ç. Hasonlóan nem befolyásolják az ábécébe sorolást a mássalhangzó-kapcsolatok sem: (gu, ix, kh, ll, ny, qu, rr, ss). A középső pont (·) az l·l [l:] és ll [ʎ] megkülönböztetésére szolgál, az l·l neve ela geminada (valenciaiul ele/el geminada). A ç neve ce trencada. A betűkapcsolatok közül az ll neve ela palatal vagy valenciaiul ele/el doble, az rr-é erra múltiple  vagy valenciaiul erre/er doble, az ss-é doble essa vagy valenciaiul esse/es doble, az ny-é enya (ez utóbbinak valenciaiul és a többi, fel nem sorolt betűkapcsolatnak egyáltalán nincs saját neve, egyszerűen betűnként nevezik meg őket, pl: gu → ge-u).